# Infrardeča spektroskopija
Infrardeča spektroskopija (IR spektroskopija ali vibracijska spektroskopija) je spektroskopska metoda, pri kateri opazujemo interakcijo infrardeče svetlobe s snovjo. Del spektra resonančno vzbudi nihanja atomov v molekuli, s čimer pride do absorpcije svetlobe.
Za dani vzorec snovi se lahko s pomočjo infrardeče spektroskopije z napravo, ki se imenuje infrardeči spektrometer, izmeri infrardeči spekter opazovane snovi. Osnovni IR spekter snovi je graf absorpcije infrardeče svetlobe (ali njene transmisivnosti) na navpični osi in valovno število v enotah recipročnih centimetrov (cm−1) na vodoravni osi.
Ker imajo molekule različne resonančne frekvence, pride do absorpcije v različnih delih infrardečega spektra. Molekule imajo različne resonančne frekvence zaradi različne strukture. Infrardeča spektroskopija se tako uporablja predvsem za identifikacijo in opazovanje kemijskih spojin, ki se jih prepozna iz značilnega infrardečega spektra. Glavna uporaba IR spektroskopije je v organski kemiji.

## Teorija
Foton v IR spektru, ki ga absorbira molekula, lahko vzbudi enega od vibracijskih načinov molekule le, če je razlika energije med vibracijskima stanjema enaka energiji fotona. Energija fotona je {\displaystyle E=h\nu }, kjer je h Planckova konstanta, ν pa frekvenca fotona.
Energija harmonskega oscilatorja, ki je dober model atomov vezanih na molekulo, je kvantizirana: {\displaystyle E=(n+1/2)h\nu }, kjer n = 0,1,2,3,... in ν frekvenca vibracijskega nihanja v molekuli. Pri sobni temperaturi večina molekul nima vzbujenih vibracijskih načinov, kar pomeni n = 0. Ob absorpciji fotona preide molekula v enega izmed vibracijskih načinov, po navadi v 1. vzbujeno stanje: {\displaystyle \Delta n=1}, {\displaystyle \Delta E=h\nu }. Iz tega sledi, da je frekvenca vpadne svetlobe enaka frekvenci vzbujenega nihanja.
Za izračun vibracijske frekvence dvoatomne molekule lahko uporabimo model nihala na vzmet, katerega lastna frekvenca je:
{\displaystyle \nu ={\frac {1}{2\pi }}{\sqrt {\frac {k}{\mu }}}},
kjer μ reducirana masa, k pa konstanta vzmeti, ki je sorazmerna s trdnostjo molekularne vezi. Na energijo vibracijskega načina poleg mase in vrste vezi vplivata še geometrijska razporeditev atomov v molekuli in kemična sestava okolja.

### Vibracijski načini
Molekula lahko niha v več različnih načinih, ki jim pravimo vibracijski načini. Molekula sestavljena iz N atomov ima 3N prostostnih stopenj, od tega so 3 translacijske in 3 rotacijske v primeru nelinearne molekule ter 2 rotacijski v primeru linearne molekule. Tako imajo linearne molekule 3N – 5 vibracijskih načinov, medtem ko imajo nelinearne molekule 3N – 6 vibracijskih načinov. Kot primer lahko vzamemo molekulo vode (H2O), ki je nelinearna molekula s tremi atomi, torej ima 3 × 3 – 6 = 3 vibracijske načine: simetrično in asimetrično raztegovanje ter striženje (ang. scissoring). Kompleksnejše molekule kot npr. molekule iz skupine CH2X2 imajo poleg simetričnega in asimetričnega raztegovanja ter striženja tudi guganje (ang. rocking), kimanje (ang. wagging) in zvijanje (ang. twisting). 
Z elektromagnetnim valovanjem je mogoče vzbuditi samo vibracijske načine, pri katerih pride do spremenjene ali spreminjajoče polarizacije. Takim načinom pravimo aktivni vibracijski načini. Primer neaktivnega načina je simetrično raztezanje CO2, ki je linearna molekula, medtem ko je asimetrično raztezanje CO2 aktivni vibracijski način.
| Simetrično raztegovanje | Asimetrično raztegovanje | Striženje |
|                         |                          |           |
|                         |                          |           |
| Guganje                 | Kimanje                  | Zvijanje  |
|                         |                          |           |

## Uporaba
Infrardeča spektroskopija je enostavna in zanesljiva tehnika, ki se jo pogosto uporablja v raziskavah in industriji, v organski in anorganski kemiji. 
Uporaba infrardeče spektroskopijo je zelo univerzalna. Ker ima večina molekul vibracijske prehode v infrardečem delu spektra, se lahko spekter izmeri vzorcem trdnin, kapljevin, plinov, praškov, polimerov, organskih, anorganskih, bioloških materialov, čistih snovi in mešanic. Pomembno je tudi, da infrardeči spektri vsebujejo veliko informacij o sestavi snovi. Iz pozicije vrhov se določi strukturo molekul v vzorcu, medtem ko se iz višine vrhov določi koncentracije posameznih molekul v vzorcu. Poleg tega se lahko za nekatere vzorce iz širine vrhov v spektru oceni kemijsko okolje molekul, na primer pH vrednost in prisotnost vodikovih vezi. 
Prednost infrardeče spektroskopije je tudi v tem, da se meritev spektra lahko izvede hitro, že v nekaj minutah. Prav tako so infrardeči spektrometri cenejši od ostalih instrumentov (na primer jedrske magnetne resonance) za identifikacijo snovi. 
Pomanjkljivost infrardeče spektroskopije je, da nekatere snovi nimajo merljivega spektra v IR območju, tako da meritev z absorpcijo ni mogoča. Individualni atomi, ki se ne vežejo s kemijskimi vezmi, nimajo vibracijskih stanj, tako da je njihova detekcija z infrardečim spektrometrom ni mogoča. Prav tako, nimajo vibraciskih načinov v IR spektru simetrične dvoatomne molekule npr. dvoatomni kisik in dušik. Težavna je tudi indentifikacija molekul v mešanici več snovi. Zaradi prisotnosti več molekul z različnimi vrhovi postane IR spekter kompleksen, tako da je identifikacija posameznih snovi v mešanici zahtevna. 
Nekaj primerov uporabe:
- IR spektroskopija je bila uspešno uporabljena v analizi in identifikaciji pigmentov v slikah in drugih umetniških objektih, kot so na primer Iluminirani rokopisi [3].
- Uporablja se jo za analizo polimerov, saj se lahko s pomočjo IR spektroskopije določi sestavo, strukturo in medmolekulske interakcije v vzorcu [4].
- Infrardeča spektroskopija je prav tako uporabljena v prehrambeni industriji. Uporablja se za meritve koncentracij različnih sestavin v prehranskih produktih [5].

## Infrardeči spektrometri

### Disperzijski spektrometer
Disperzijski (angl. dispersive) IR spektrometer je tip spektrometra, ki za delovanje uporablja monokromator. Monokromator v disperzijskem spektrometru deluje tako, da se iz vira svetlobe, ki tipično sveti v širokem pasu različnih valovnih dolžin, z uklonsko mrežico ali prizmo izbere ozek del spektra z dobro določeno valovno dolžino. Meritev se izvede tako, da se na monokromatorju spreminja valovno dolžino svetlobe, ki pade na vzorec. Celoten IR spekter vzorca se določi s stopnjo absorpcije v vzorcu v odvisnosti od izbrane valovne dolžine na monokromatorju .

### FTIR
FTIR (Fourerovo Transformirana IR svetloba) je merska metoda, ki s posebnim instrumentom posname infrardeči spekter vzorca. Infrardečo svetlobo se vodi skozi interferometer in nato skozi vzorec (ali obratno). Najbolj pogost tip interferometra v uporabi danes je Michelsonov interferometer. S premikanjem enega izmed zrcal se spreminja optična pot enega izmed žarkov. Intenziteta svetlobe na detektorju se s premikanjem zrcala spreminja zaradi konstruktivne ali destruktivne interference obeh žarkov. Graf intenzitete svetlobe v odvisnosti od razlike optične poti žarkov imenujemo interferogram. Ta je osnovna meritev metode FTIR. Spekter vzorca izračunamo s Fourierovo transformacijo interferograma. 
Do leta 1950 so vsi instrumenti za detekcijo absorpcije IR svetlobe uporabljali disperzijske spektrometre. Do danes so jih nadomestili FTIR spektrometri, saj imajo poleg ugodnejše cene števine prednosti pred disperzijskimi interferometri. Med pomembnimi prednostmi FTIR metode je visoko razmerje med absorpcijskim signalom vzorca in šumom sistema. Poleg tega so meritve spekter zelo dobro ponovljive. Tako lahko z več zaporednimi meritvami interferogramov še dodatno izboljšamo razmerje med signalom in šumom. Zaradi viskokega razmerja signal/šum je mogoča meritev spektra že zelo majhne količine snovi. Poleg tega lahko zaradi visoke natančnosti bolj točno določimo razmerja koncentracij snovi v vzorcu.